# FNNニュース最終版
『FNNニュース最終版』（FNNニュースさいしゅうばん）は、フジテレビ（FNN）でかつて放送していた深夜最終便の報道番組である。詳細は各項参照のこと。なお、時刻はすべて日本標準時（JST）。

## 第1期
1968年4月から1977年4月3日にかけて、深夜の最終便ニュース番組として放送された。
後期はリコーグループ（光学機器・オフィス用品）が一社協賛（1970年代の一時期はその他複数企業がスポンサーについていた時期もあった）しており、ニュース字幕右下に丸囲みの「RICOH」のロゴを入れていた。次の「FNNニュースレポート23:00」においても筆頭協賛（ただし放送では「ごらんのスポンサー」扱い）していた。

### 放送時間
- 平日23:00 - 23:10（JST）
- 土曜・日曜23:30 - 23:40（JST）

## 第2期（ニュース最終版）
1988年4月から1990年3月にかけて、深夜最終のニュースとして放送されていたニュースワイド番組のタイトル・総称として使用された。「FNN」は付かず、『ニュース最終版』のみであった。『DATE LINE』、『プロ野球ニュース』の2つの番組で構成されたコンプレックスゾーンである。それまで「DATE LINE」はニュースワイド全体の名前であったが、この期間はニュースパートの名前となった。
キャスターなどの詳細は各番組項に掲載。

### 放送時間
番組構成は、（平日）第1部「プロ野球ニュース」→第2部「DATE LINE」、（土曜・日曜）第1部「DATE LINE」→第2部「プロ野球ニュース」の順番。
| 期間     | 期間      | 放送時間（JST）        | 放送時間（JST）       | 放送時間（JST）       | 放送時間（JST）        | 放送時間（JST）       | 放送時間（JST）        |
| 期間     | 期間      | 平日                   | 平日                  | 土曜日                | 土曜日                 | 日曜日                | 日曜日                 |
| 期間     | 期間      | DATE LINE              | プロ野球ニュース      | DATE LINE             | プロ野球ニュース       | DATE LINE             | プロ野球ニュース       |
| -------- | --------- | ---------------------- | --------------------- | --------------------- | ---------------------- | --------------------- | ---------------------- |
| 1988.4.1 | 1989.3.31 | 23:45 - 翌0:20（35分） | 23:00 - 23:45（45分） | 23:30 - 23:45（15分） | 23:45 - 翌0:45（60分） | 23:30 - 23:45（15分） | 23:45 - 翌0:45（60分） |
| 1989.4.1 | 1990.3.31 | 23:45 - 翌0:30（45分） | 23:00 - 23:45（45分） | 翌0:00 - 0:15（15分） | 翌0:15 - 1:15（60分）  | 23:30 - 23:45（15分） | 23:45 - 翌0:45（60分） |

### 備考
- 土曜日は1989年4月以後、23:30から松下電器一社提供のバラエティ枠（この当時は『夢で逢えたら』）が放送されたため30分繰り下げた。
- このようなコンプレックスはこの番組の名残で、2000年以後形式上分離した「ニュースJAPAN」（2015年3月終了。現「FNN Live News α」）と「プロ野球ニュース」（2001年3月終了。4月より同枠で「すぽると!」を開始、2016年3月終了。現在は最終版ニュースと統合）も長らく番組表ではコンプレックス扱いとされていたが、デジタル完全移行後の2011年7月25日以後はEPGを除き、コンプレックスは解消されている。[1]

## 第3期
1995年4月1日に、『ニュースJAPAN』の姉妹番組で、週末版「ニュースJAPAN」を内包していた『スポーツWAVE』が打ち切られたのに伴い、ニュース枠が独立し、このタイトルで週末版のみ再び深夜の最終便ニュース番組として5年ぶりに再開した。『FNNスーパータイム』が終了した松山香織をメインキャスターに迎えるにあたり、タイトルが『ニュースJAPAN WEEKEND』に変更することに伴い、1997年3月30日に終了した。

### 放送時間
『スポーツWAVE』の前番組『FNN NEWSCOM』と同じ時間に戻った。
- 日曜（土曜深夜）0:00 - 0:15（JST）
- 日曜23:30 - 23:45（JST）

### キャスター
前番組からの流れで、この放送枠には珍しく、男女2人体制であった。
| 期間 | 期間      | 男性         | 女性      |
| --- | --------- | ------------ | --------- |
| 1995.4.1 | 1996.3.31 | 智田裕一1・2 | 木幡美子3 |
| 1996.4.6 | 1996.6.30 | 智田裕一1・2 | 大坪千夏4 |
| 1996.7.6 | 1997.3.30 | 智田裕一1・2 | 佐藤里佳1 |
| - 1 『スポーツWAVE』内「ニュースJAPAN」より続投または再登板。 - 2 『FNNニュース・明日の天気』と兼務。 - 3 『スポーツWAVE』日曜メインキャスターから続投。 - 4 人事異動のため改編期を待たずに降板。 |           |              |           |

## ネット状況

### ネット局
△は「プロ野球ニュース」のみ時差ネット。△・×の局（FNN脱退後の山形テレビと、福島テレビの2局以外）は日本テレビの『NNNきょうの出来事』をネット。
| 放送対象地域           | 放送局                          | 放送当時の系列  | 第1期      | 第2期      | 第3期 | 備考                                                                                  |
| ---------------------- | ------------------------------- | --------------- | ---------- | ---------- | ----- | ------------------------------------------------------------------------------------- |
| 関東広域圏             | フジテレビ(CX) （基幹・制作局） | FNN             | ○          | ○          | ○     |                                                                                       |
| 北海道                 | 北海道文化放送(UHB→uhb)         | FNN             | ○          | ○          | ○     | 1972年4月1日開局から                                                                  |
| 岩手県                 | 岩手めんこいテレビ(mit)         | FNN             | （未開局） | （未開局） | ○     |                                                                                       |
| 宮城県                 | 仙台放送(OX)                    | NNN/FNN→FNN     | ○          | ○          | ○     | 1970年10月1日から                                                                     |
| 秋田県                 | 秋田テレビ(AKT)                 | FNN/ANN→FNN     | ○          | ○          | ○     | 1969年10月1日開局から                                                                 |
| 山形県                 | 山形テレビ(YTS)                 | FNN             | ○          | ○          | ×     | 1970年4月1日開局から。 現在はANN系列                                                  |
| 山形県                 | さくらんぼテレビ(SAY)           | FNN             | （未開局） | （未開局） | ○     | 1997年4月1日開局。 1997年3月15日以降をサービス放送                                    |
| 福島県                 | 福島中央テレビ(FCT)             | FNN/ANN→NNN/ANN | ○          | ×          | ×     | 1970年4月1日開局から、1971年9月30日のFNN脱退後も経過措置として1972年3月31日まで放送。 |
| 福島県                 | 福島テレビ(FTV)                 | FNN             | ×          | ○          | ○     |                                                                                       |
| 新潟県                 | 新潟総合テレビ(NST)             | FNN             | ×          | ○          | ○     | 現在：NST新潟総合テレビ                                                               |
| 長野県                 | 長野放送(NBS)                   | FNN             | ○          | ○          | ○     | 1969年4月1日開局から                                                                  |
| 静岡県                 | テレビ静岡(SUT)                 | FNN             | ○          | ○          | ○     | 1968年12月24日開局から                                                                |
| 富山県                 | 富山テレビ(T34→BBT)             | FNN             | ○          | ○          | ○     | 1969年4月1日開局から                                                                  |
| 石川県                 | 石川テレビ(ITC)                 | FNN             | ○          | ○          | ○     | 1969年4月1日開局から                                                                  |
| 福井県                 | 福井テレビ(FTB)                 | FNN             | ○          | ○          | ○     | 1969年10月1日開局から                                                                 |
| 中京広域圏             | 東海テレビ(THK)                 | FNN             | ○          | ○          | ○     |                                                                                       |
| 近畿広域圏             | 関西テレビ(KTV)                 | FNN             | ○          | ○          | ○     |                                                                                       |
| 島根県→ 島根県・鳥取県 | 山陰中央テレビ(TSK)             | FNN             | ○          | ○          | ○     | 1970年4月1日開局から 1972年9月21日まで島根県のみ                                      |
| 岡山県→ 岡山県・香川県 | 岡山放送(OHK)                   | FNN/ANN→FNN     | ○          | ○          | ○     | 1969年4月1日開局から。 第1期は岡山県のみ                                              |
| 広島県                 | テレビ新広島(TSS)               | FNN             | ○          | ○          | ○     | 1975年10月1日開局から                                                                 |
| 山口県                 | 山口放送(KRY)                   | NNN/ANN         | ×          | △          | ×     |                                                                                       |
| 徳島県                 | 四国放送(JRT)                   | NNN             | ×          | △          | ×     |                                                                                       |
| 愛媛県                 | テレビ愛媛(EBC)                 | FNN             | ○          | ○          | ○     | 1969年12月10日開局から                                                                |
| 高知県                 | 高知放送(RKC)                   | NNN             | ×          | △          | ×     |                                                                                       |
| 高知県                 | 高知さんさんテレビ(KSS)         | FNN             | （未開局） | （未開局） | ○     | 1997年4月1日開局。 1997年3月20日以降をサービス放送                                    |
| 福岡県                 | テレビ西日本(TNC)               | FNN             | ○          | ○          | ○     |                                                                                       |
| 佐賀県                 | サガテレビ(STS)                 | FNN             | ○          | ○          | ○     | 1969年4月1日開局から                                                                  |
| 長崎県                 | テレビ長崎(KTN)                 | NNN/FNN→FNN     | ×          | △          | ○     |                                                                                       |
| 熊本県                 | テレビ熊本(TKU)                 | FNN/ANN→FNN     | ×          | ○          | ○     |                                                                                       |
| 宮崎県                 | テレビ宮崎(UMK)                 | NNN/FNN/ANN     | ×          | △          | ×     |                                                                                       |
| 鹿児島県               | 鹿児島テレビ(KTS)               | NNN/FNN→FNN     | ×          | △          | ○     | 第2期は金曜・土曜のみ                                                                 |
| 沖縄県                 | 沖縄テレビ(OTV)                 | FNN             | ○          | ○          | ○     | 1969年4月1日のFNN加盟から                                                             |

### 備考
- 北海道では、北海道文化放送以前のネット局である札幌テレビではFNSのみ加盟の関係で未放送。
- 岡山放送は第1期当時、ANNとのクロスネットだったため、当番組に続き放送された『テレビナイトショー』はネットせず、23:30 - 23:58に『テレビ岡山・夜のワイドニュース→ANN夜のワイドニュース』をネットした。